# Fritz Ulrich (Kunstschmied)

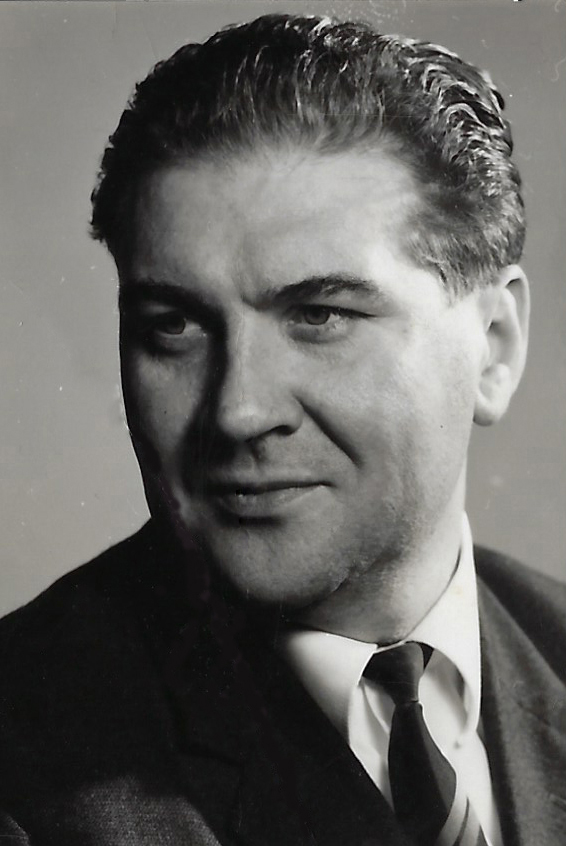
Der Kunstschmied Fritz Ulrich.

Fritz Ulrich (* 13. Juli 1924 in Augsburg; † 14. Februar 1975 in Aachen) war ein deutscher Kunstschmied.

## Leben
Fritz Ulrich kam 1924 in Augsburg als Sohn einer Familie zur Welt, in der das Schmiedehandwerk seit mehreren Generationen Tradition war. Sowohl sein Vater, der Großvater als auch der Urgroßvater waren Schmiede.
Fritz Ulrich erlernte in der Schlosserei Gerhard in Augsburg das Schlosserhandwerk und studierte nach seiner Gesellenprüfung, die er im Jahr 1941 ablegte, von 1948 bis 1951 an der Münchener Meisterschule für Kunst- und Bauhandwerk bei Karl Novack. Parallel besuchte er ab 1949 für ein Jahr die Kunstschule in Augsburg.
Nachdem er 1951 seine Meisterprüfung erfolgreich abgelegt hatte, eröffnete er im folgenden Jahr sein erstes eigenes Atelier an der Kaltenhofer Straße in Augsburg. Nach einer dreijährigen Schaffensphase dort bewarb er sich 1955 bei der Werkkunstschule in Aachen und wurde hier als Leiter der Werkgruppe Kunstschmiede Initiator zahlreicher prestigeträchtiger Ausstellungen, unter anderem der Ausstellung „Geformtes Eisen“ im Folkwang-Museum in Essen.
Eine solide handwerkliche Ausbildung war für den Künstler und Pädagogen Fritz Ulrich wichtiges Fundament künstlerischen Schaffens. Neben seinen eigenen Arbeiten zeigte Ulrich zudem oftmals Studienergebnisse seiner Schüler, wodurch diese häufig erstmals einer breiten Öffentlichkeit vorgestellt wurden. Immer wieder beteiligten sich Mitglieder seiner Werkgruppe erfolgreich an Wettbewerben. „Fritz Ulrich und seine Schüler“ erfreuten sich internationaler Bekanntheit.

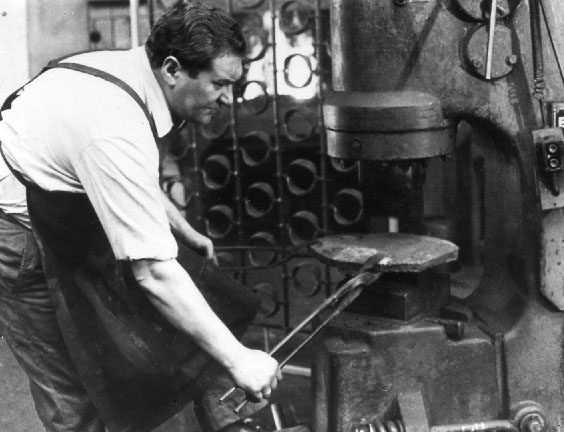
Der Kunstschmied Fritz Ulrich bei seiner Arbeit in der Werkstatt.

Ausstellungen wie „Geformtes Eisen“ trugen wesentlich dazu bei, dass die Schmiedekunst, zu dieser Zeit noch künstlerisches Neuland, große Anerkennung finden konnte. So bemerkte der damalige Oberbürgermeister von Essen, Wilhelm Nieswandt, Ausstellungen wie diese würden beweisen, dass das Handwerk als Quelle der Gestaltung in Kunst und Technik unerlässlich sei. Das NRW-Kultusministerium konstatierte 1965 mit Blick auf die Ausstellung „Geformtes Eisen“ im Essener Folkwang-Museum, dass „die Werkgruppe für Kunstschmiede von Fritz Ulrich zur Spitzenklasse auf diesem Gebiet [gehört].“
Fritz Ulrich war maßgeblich an der Entwicklung neuer Verfahren in der künstlerischen Bearbeitung von Eisen beteiligt. Sowohl die Brenner-Emaillierung als auch eine besondere Art der Glasschmelzung, die neue künstlerische Ausdrucksmöglichkeiten ermöglichte, sind auf Ulrichs Schaffen zurückzuführen. Für seine zahlreichen Errungenschaften auf dem Gebiet von Lehre und Kunstschmiede wurde Ulrich 1967 zum Studienrat befördert. Im Folgejahr erhielt er den Ehrenring der Schlosserinnung in Gold sowie die Verbandsnadel in Silber vom Fachverband Metall NRW. Zahlreiche Ehrungen folgten, darunter der bayerische Staatspreis (1968), der Staatspreis NRW für den Werkbereich Metall (1969) sowie der Ehrenpreis (1969), den der bayerische Minister Alfons Goppel Fritz Ulrich bei der Eröffnung der 5. Internationalen Kunstschmiedeausstellung in Lindau (Bodensee) überreichte.
Als sich die Werkkunstschule im Jahr 1971 zur Fachhochschule Aachen wandelte, blieb Ulrich als Studiendirektor Teil des Lehrkörpers und wurde 1973 zum Professor des Fachbereichs Designs ernannt. In dieser Funktion erhielt er 1974 eine Einladung für die Blacksmith-Convention in Atlanta, USA, wo er zum Ehrenmitglied ernannt wurde.
Fritz Ulrich verstarb in Aachen am 14. Februar 1975 im Alter von 51 Jahren, am letzten Semestertag des 40. Semesters seiner Tätigkeit. Ihm zu Ehren organisierte die Handwerkskammer Aachen zwei Jahre später die Gedächtnisausstellung „Plastische Objekte aus Stahl und Kupfer“.

## Werke (Auswahl)

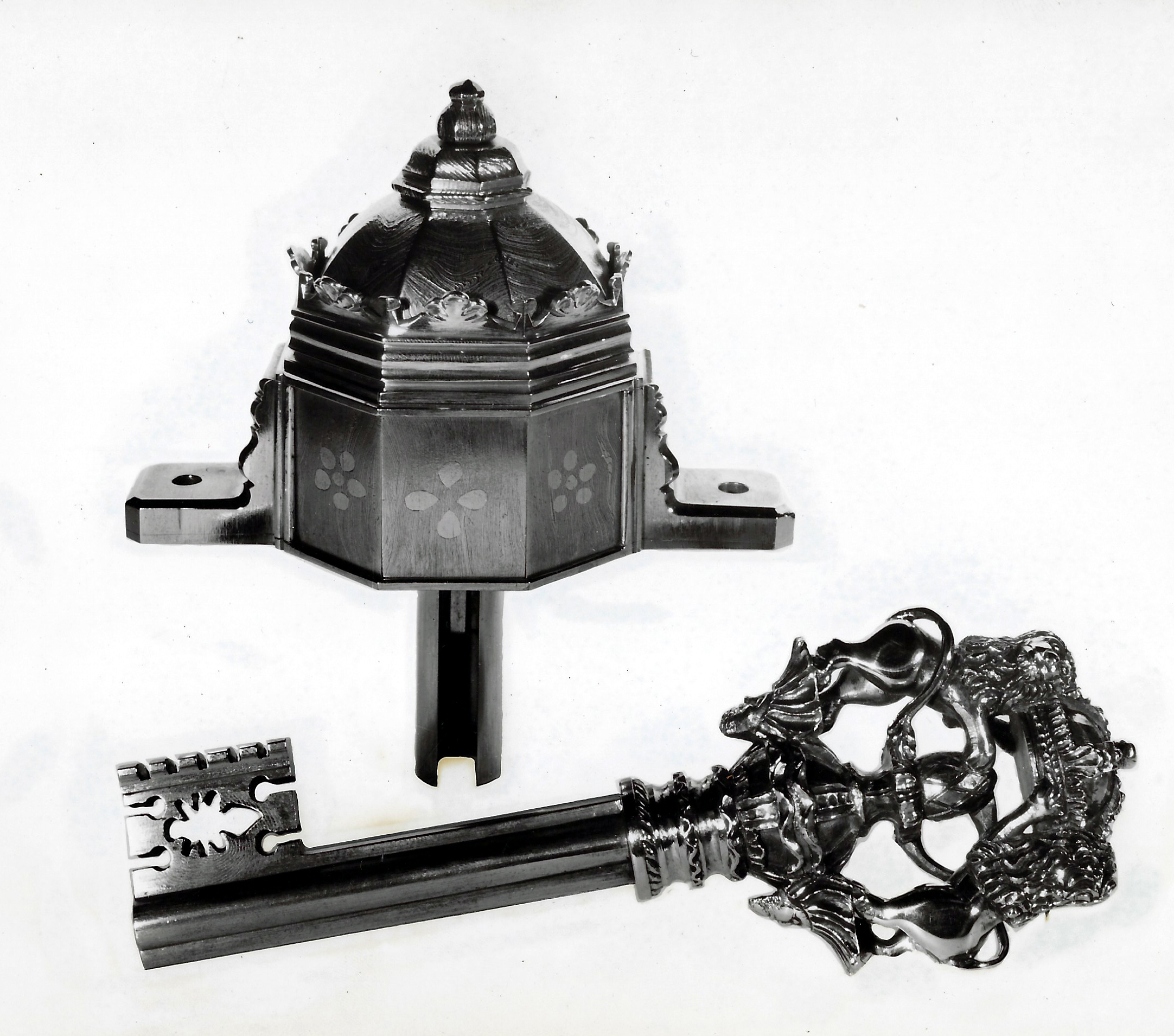
Kapellenschloss und Schlüssel, Meisterstück (1951).

Zu den Werken Fritz Ulrichs zählen sowohl sakrale als auch profane Kunstschmiedearbeiten. 
- Kapellenschloss, Meisterstück (1951) (Privatbesitz)
- Gitter-Portal für die Barockkirche Tierhaupten (1952)
- Gitterwand (1964/65) – Staatspreis für den Werkbereich Metall des Landes Nordrhein-Westfalen (1969) (Privatbesitz)
- Globus im Innenhof der Hugo-Junkers-Realschule, Aachen (1969)
- Gitterplastik aus Doppelringen, Gestaltung der Fußgängerzone Rethelstraße, Aachen (1972) – Preis der bayerischen Staatsregierung (1968)
- Altarkreuz für das Priesterseminar, Aachen (1974)

## Ehrungen (Auswahl)

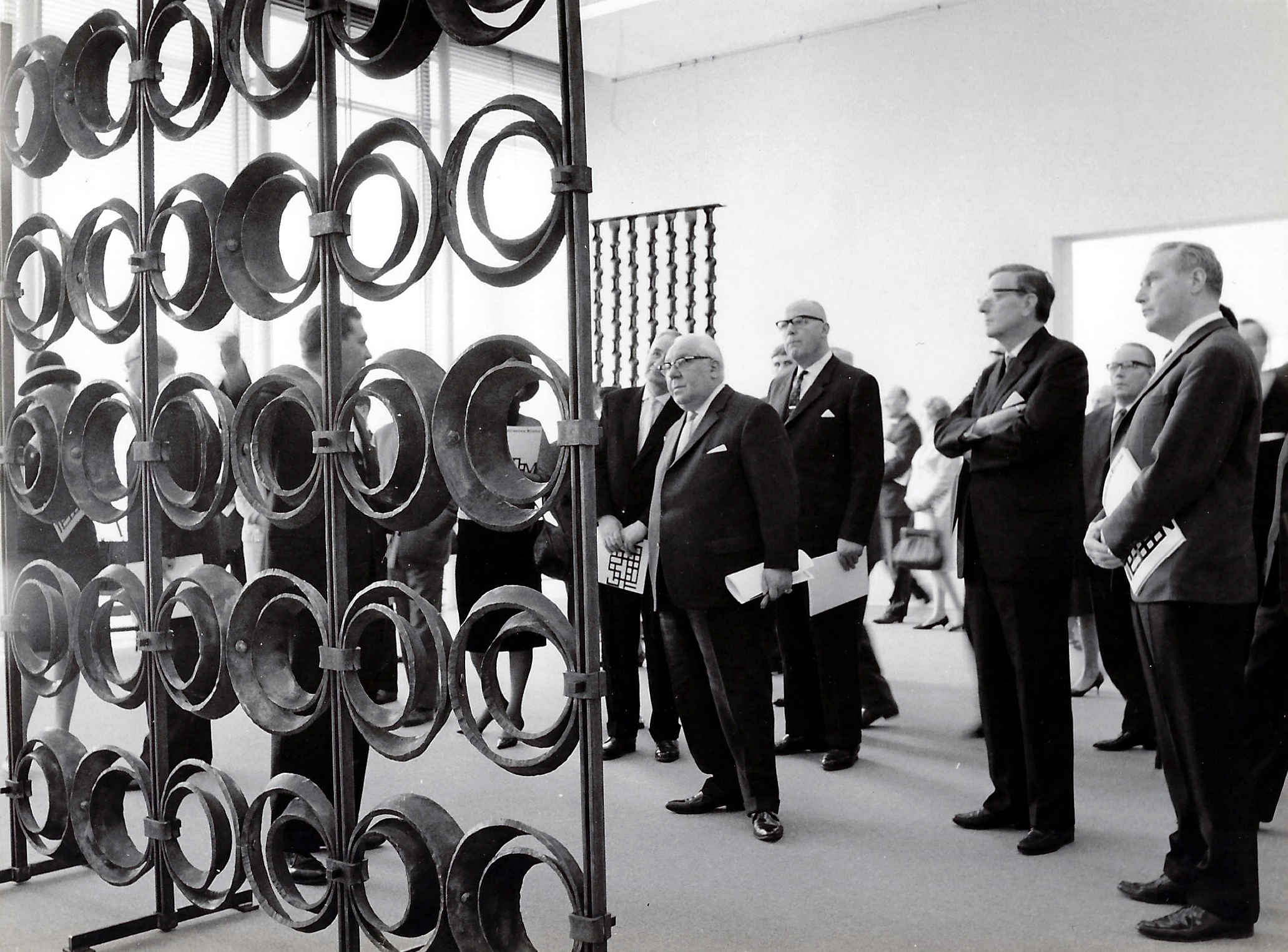
Der ehemalige Aachener Oberbürgermeister Hermann Heusch begutachtet die preisgekrönte Gitterplastik (1968) des Kunstschmieds Fritz Ulrich.

- Ernennung zum Oberstudiendirektor (1967)
- Ehrenring der Schlosserinnung in Gold (1968)
- Verbandsnadel in Silber Fachverband Metall NRW (1968)
- Staatspreis der Bayerischen Staatsregierung (1968)
- Staatspreis für das Kunsthandwerk in NRW im Werkbereich Metall (1969)
- Ehrenpreis der Bayerischen Staatsregierung (1969)
- Silberne Ehrennadel Fachverband Metall (1969)
- Ehrenring der Innung Aachen (1969)
- Ernennung zum Studiendirektor der Fachhochschule, Fachbereich Design (1971)
- Ernennung zum Professor (1973)
- Ehrenring der Handwerkskammer Aachen (1975, posthum)